# Еторе Риволта
Еторе Риволта (итал. Ettore Rivolta; Милано, 3. септембар 1904 —   октобар 1977) био је италијански атлетичар, који се такмичио у брзом ходању, који се такмичио два пута на Летњим олимпијским играма:  1932. у Лос Амнђелесу  и  1936. у Берлину.Освајач је бронзане медаље на 1. Евртопском првенству 1934. у Торину.

## Биографија
Највећи успех у каријери Риволлта је постигао на 1. Европском првенству 1934. у  Торину
када је брзом ходању на 50 км освојио бронзану медаљу. На националним  првенствима победио је пет пута у сениорској конкуренцији.

## Значајнији резултати
| Год.  | Такмичење          | Место       | Пласман | Дисциплина   | Резултат | Бел. |
| ----- | ------------------ | ----------- | ------- | ------------ | -------- | ---- |
| 1932. | Олимпијске игре    | Лос Анђелес | 5.      | ходање 50 км | 5.07:39  |      |
| 1934. | Европско првенство | Торино      |         | ходање 50 км | 4.54:05  | .    |
| 1936  | \|Олимпијске игре  | Берлин      | 12.     | ходање 50 км | 4.48:47  |      |